# Fräjen
Fräjen är en sjö i Växjö kommun i Småland och ingår i Lagans huvudavrinningsområde. Sjön har en area på 0,179 kvadratkilometer och ligger 206 meter över havet.

## Delavrinningsområde
Fräjen ingår i det delavrinningsområde (633685-142733) som SMHI kallar för Utloppet av Lammen. Medelhöjden är 214 meter över havet och ytan är 14,35 kvadratkilometer. Det finns inga avrinningsområden uppströms utan avrinningsområdet är högsta punkten. Vattendraget som avvattnar avrinningsområdet har biflödesordning 4, vilket innebär att vattnet flödar genom totalt 4 vattendrag innan det når havet efter 234 kilometer. Avrinningsområdet består mestadels av skog (64 procent). Avrinningsområdet har 1,56 kvadratkilometer vattenytor vilket ger det en sjöprocent på 10,9 procent. Bebyggelsen i området täcker en yta av 1,63 kvadratkilometer eller 11 procent av avrinningsområdet.